# منوز (المخادر)

تعديل مصدري - تعديل

منوز هي إحدى قرى عزلة بني سرحة بمديرية المخادر التابعة لمحافظة إب، بلغ تعداد سكانها 976 نسمة حسب تعداد اليمن لعام 2004.